# Cầu thủ ghi bàn hàng đầu của Giải vô địch bóng đá thế giới

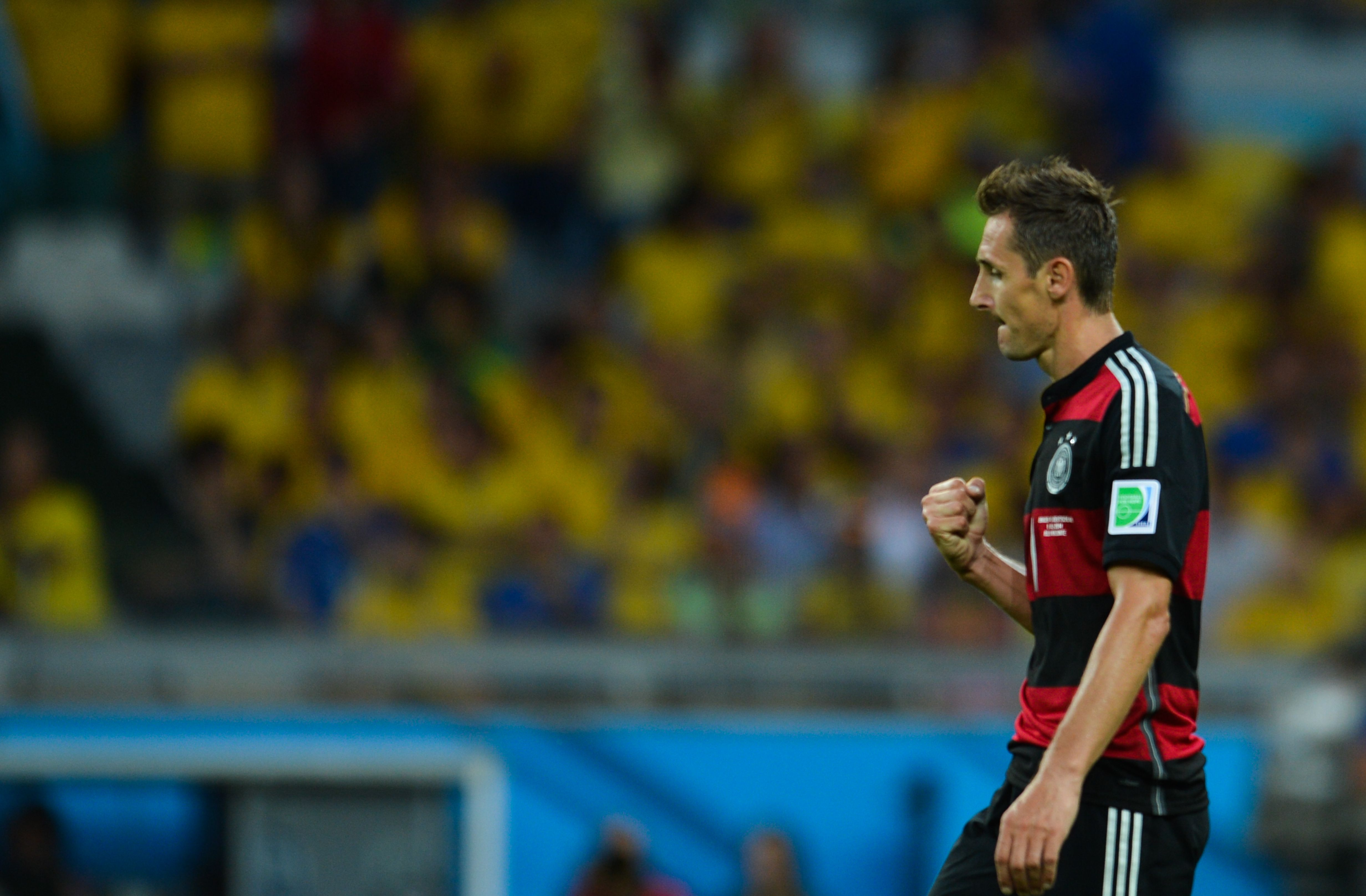
Klose ăn mừng kỷ lục bàn thắng thứ 16 tại World Cup

Hơn 2.000 bàn thắng đã được ghi trong 21 giải đấu chung kết của Giải vô địch bóng đá thế giới, không tính các loạt đá luân lưu. Kể từ bàn thắng đầu tiên mà cầu thủ người Pháp Lucien Laurent ghi được tại Giải vô địch bóng đá thế giới 1930,  hơn 1.250 cầu thủ đã ghi bàn trong các giải đấu chung kết của Giải vô địch bóng đá thế giới dành cho nam, trong đó chỉ 97 cầu thủ ghi được năm bàn hoặc nhiều hơn. 
| Bàn thắng  | ≥11 | 10 | 9 | 8 | 7    | 6  | 5  | 4    | 3    | 2     | 1     | Toàn bộ |
| ---------- | --- | -- | - | - | ---- | -- | -- | ---- | ---- | ----- | ----- | ------- |
| Số cầu thủ | 7   | 6  | 9 | 7 | số 8 | 26 | 34 | > 50 | > 90 | > 200 | > 750 | > 1.250 |

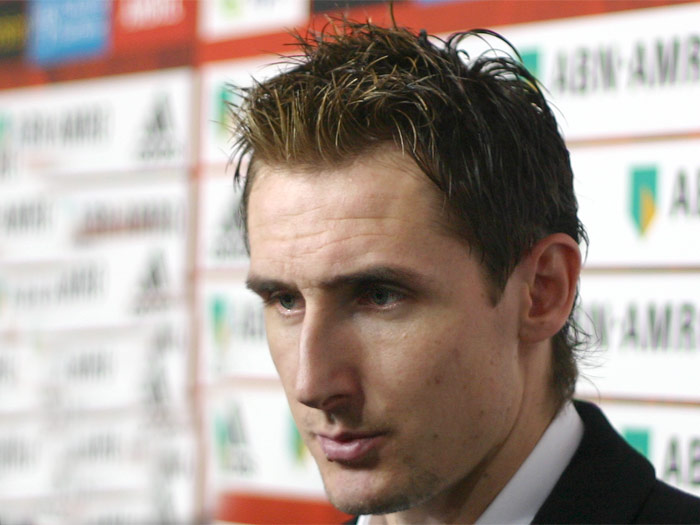
Miroslav Klose là cầu thủ có nhiều bàn thắng nhất, với 16 bàn.

Cầu thủ ghi nhiều bàn thắng nhất của giải khai mạc là  Guillermo Stabile của Argentina với tám bàn thắng. Kể từ đó, chỉ có 22 cầu thủ ghi được nhiều hơn ở tất cả các trận đấu tại World Cup so với Stábile đã làm trong suốt giải đấu năm 1930. Đầu tiên là Sándor Kocsis của Hungary với 11 bàn thắng vào năm 1954. Tại giải đấu tiếp theo, Just Fontaine của Pháp đã cải thiện thành tích này với 13 bàn thắng chỉ sau sáu trận. Gerd Müller đã ghi 10 bàn cho Tây Đức vào năm 1970 và phá vỡ kỷ lục chung khi anh ghi bàn thắng thứ 14 của mình trong giải đấu chung kết World Cup với chiến thắng của Tây Đức trong trận chung kết năm 1974. Kỷ lục của anh đã tồn tại hơn ba thập kỷ cho đến khi kỷ lục mới là 15 bàn thắng của Ronaldo từ năm 1998 đến 2006 cho Brazil. Miroslav Klose tiếp tục ghi được 16 bàn thắng cho Đức trong bốn giải đấu liên tiếp từ 2002 đến 2014. Chỉ có hai cầu thủ khác đã vượt qua 10 bàn thắng ở World Cup: Pelé với 12 bàn từ năm 1958 đến năm 1970 cho Brazil và Jürgen Klinsmann với 11 bàn từ năm 1990 đến năm 1998 cho Đức.
Trong tất cả các cầu thủ đã chơi trong trận chung kết World Cup, chỉ có sáu cầu thủ đã đạt được một mức trung bình ghi hai bàn trở lên mỗi trận đấu: Kocsis, Fontaine, Stábile, Oleg Salenko của Nga, Josef Hügi của Thụy Sĩ, và Ernst Wilimowski của  Ba Lan- người cuối cùng trong số này đã ghi bốn bàn trong trận đấu World Cup duy nhất của mình vào năm 1938. 97 cầu thủ ghi bàn hàng đầu đại diện cho 28 quốc gia, với 14 cầu thủ ghi bàn cho Brazil và 14 người khác cho Đức hoặc Tây Đức. Tổng cộng, 64 cầu thủ bóng đá đến từ UEFA (Châu Âu), 29 đến từ CONMEBOL (Nam Mỹ) và chỉ có bốn người từ các quốc gia khác: Cameroon, Ghana, Úc và Hoa Kỳ.
Fontaine giữ kỷ lục về số bàn thắng ghi được nhiều nhất tại một giải đấu, với 13 bàn vào năm 1958. Các cầu thủ ghi bàn nhiều tiếp theo là Kocsis năm 1954, Müller năm 1970 và Eusébio của Bồ Đào Nha năm 1966, với 11, 10 và 9 bàn thắng. Cầu thủ ghi bàn hàng đầu ít nhất là vào năm 1962, khi sáu cầu thủ chỉ ghi được có bốn bàn thắng. Xuyên suốt 21 vòng chung kết World Cup, 30 cầu thủ đã được công nhận là người ghi nhiều bàn thắng nhất giải đấu, và không ai đạt được kỳ tích này hai lần. Chín trong số họ đã ghi ít nhất bảy bàn thắng trong một giải đấu, trong khi Jairzinho của Brazil trở thành cầu thủ duy nhất ghi được ít nhất bảy bàn thắng mà không phải là cầu thủ ghi bàn hàng đầu của giải đấu đó vào năm 1970. 30 cầu thủ ghi bàn hàng đầu này chơi cho 19 quốc gia, nhiều nhất (năm) cho Brazil. Năm người khác đến từ các quốc gia Nam Mỹ khác, 20 cầu thủ còn lại đến từ châu Âu. Không bao gồm phiên bản 2010, tất cả những người ghi bàn giải đấu hàng đầu đều giành được giải thưởng Chiếc giày vàng.